# Paroisse de Jackson
Pour les articles homonymes, voir Jackson.
La paroisse de Jackson (anglais : Jackson Parish) est une paroisse en Louisiane aux États-Unis d'Amérique. Le siège est la ville de Jonesboro. Elle était peuplée de 15 031 habitants en 2020. Elle a une superficie de 1 476 km² de terre émergée et de 27 km² d’eau. Elle est nommée en l'honneur de l'ancien président américain Andrew Jackson. 
La paroisse est enclavée entre la paroisse de Lincoln au nord, la paroisse d'Ouachita au nord-est, la paroisse de Caldwell au sud-est, la paroisse de Winn au sud et la paroisse de Bienville à l'ouest.  

## Démographie
Lors du recensement de 2000, les 15 397 habitants de la paroisse se divisaient en 71,01 % de « Blancs », 27,87 % de « Noirs » et d’Afro-Américains, 0,29 % d’Amérindiens et 0,21 % d’Asiatiques, ainsi que 0,24 % de non-répertoriés ci-dessus et 0,37 % de personnes métissées.
La grande majorité des habitants de la paroisse (98,37 %) ne parlent que l'anglais ; la paroisse comptait 1,03 % qui parle le français ou le français cadien à la maison .

## Municipalités
| - Chatham - East Hodge | - Eros - Hodge | - Jonesboro - North Hodge | - Quitman |